# Терендез

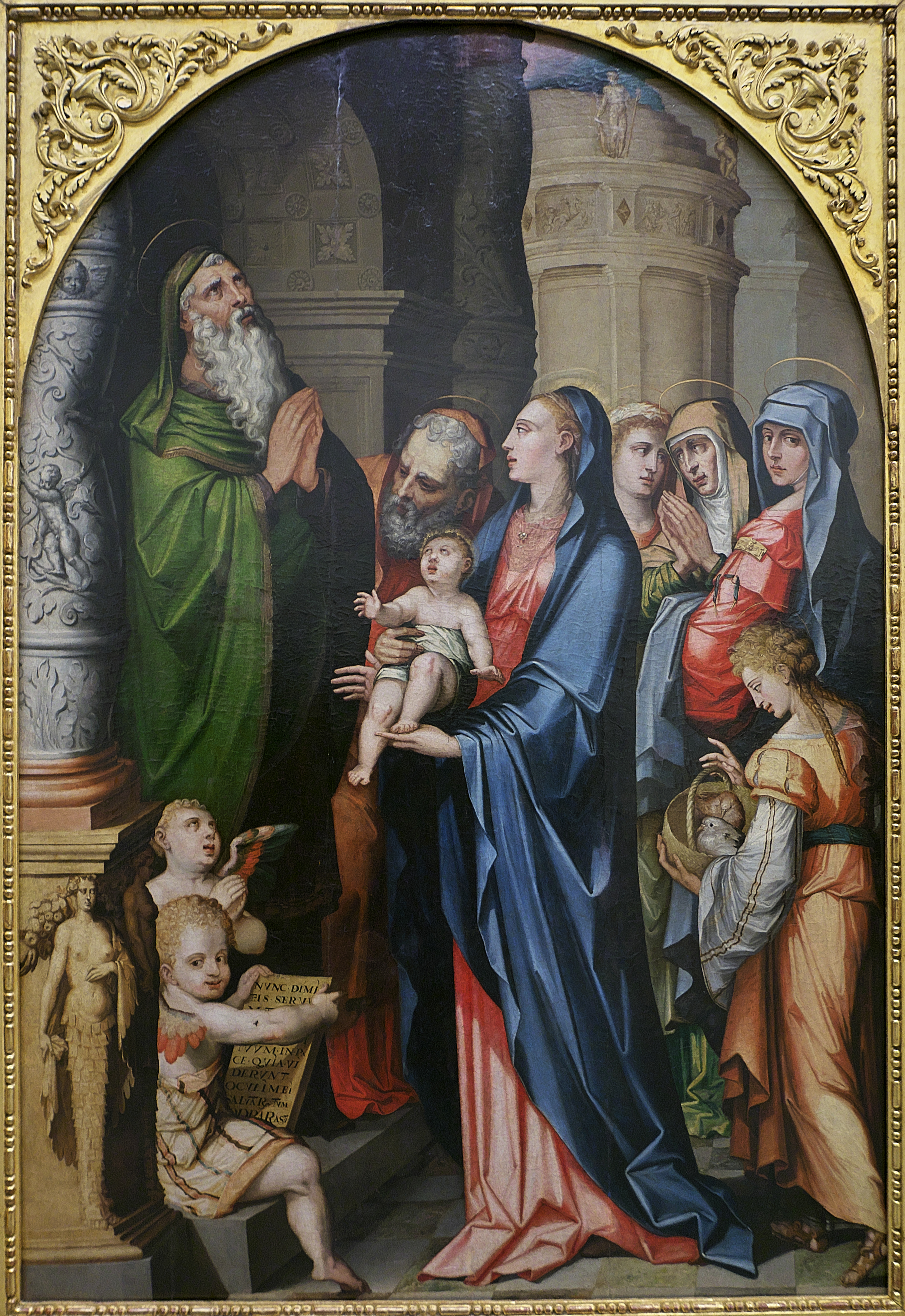
Введення Ісуса Христа у церкву

Терендез, Діярандараж, Дерендез, Трдез або Введення в храм Немовляти Ісуса (вірм. Տյառնընդառաջը або вірм. մանուկ Հիսուսի ընծայումը տաճարին — лат. Derendez) — одне із свят Вірменської Церкви. Вірменська церква святкує Богоявлення 14 лютого, через сорок днів після Богоявлення Христового (6 січня). Є одним із важливих свят Вірменської Апостольської Церкви та спільним святом іранців і вірмен.
«Тіарнендараж» означає «вийти назустріч Господу». Також поширені «Терендез», «Тірендес» і «Тірентес», які походять від фрази «Господь з тобою». Згідно з каноном Вірменської Церкви, напередодні свята після вечірньої служби звершується передсвяткове богослужіння. Він сповіщає про початок свята Господнього. Зазвичай наприкінці передріздвяної церемонії виконується антастанський обряд, під час якого освячуються чотири сторони світу. Після церемонії відбувається освячення свічок. На церковних подвір'ях запалюють багаття, вогонь береться з церкви як символ світла Христового.

## Історія
У стародавній Вірменії вогонь вважався жіночим, а вода — чоловічим. Згідно з легендою, будинок Арамазда і Астакіка знаходився на «горі Пакат», а будинок вогню знаходився трохи нижче гори. Вічний і незгасимий вогонь. Також біля підніжжя гори було велике джерело. Вогонь і вода були братом і сестрою, тому ніхто не викидав попіл, а очищав його сльозами (водою) брата. Крім води та вогню, священним вважався також попіл.
Міхар (у вірменській міфології) був богом світла, сонця та вогню серед вірмен, і його храм знаходився в селі Багаярідж в графстві Дарджан (Західна Вірменія, поблизу римських кордонів) у Малій Вірменії, де йому поклонялися за часів Тиграна Великого. Григорій Просвітитель зруйнував свій храм і віддав його майно церкві.

Свято Стрітення Господнього є святкуванням сорокаденного посвячення Ісусом місця поклоніння. Йосиф і Марія, Матір Божа, віднесли новонародженого Ісуса, якому було сорок днів, до місця поклоніння, щоб присвятити його Богові, згідно з законом Мойсея. Там його зустрів старий Симон. Святий Дух обіцяв йому, що він не заплющить очей, доки не побачить Христа Спасителя. Він обійняв немовля, подякував і поблагословив Бога, який дав йому привілей побачити Спасителя ізраїльтян. Він благословив немовля і сказав:
«Боже, відпусти раба Твого з миром, бо я бачив Спасителя, Якого Ти послав до всіх народів». «Я бачив світло, що має просвітити народи, світло, яке має бути дане Твоєму народу Ізраїлю».
Святкуючи цей день (так званий «Сорокаденне пришестя Христа до храму»), віруючі нібито «виходять назустріч Господу» (звідси й назва «Тярнендарадж»).

## Святкування
Здавна головним атрибутом святкового дійства залишається багаття, через яке, взявшись за руки, стрибають закохані пари. Вважається, що якщо їм вдається зробити стрибок, не розчіплюючи рук, то їхня сім'я буде міцною, а кохання вічним. Поки молодь здійснює стрибки, старші люди посипають їх насінням пшениці та конопель, що також є своєрідним побажанням благополуччя в сімейному житті. Також, згідно з вірменськими віруваннями, полум'я святкового багаття цього дня додає тим, кого «лизне», енергію оновлення і благополуччя в житті.
Потім, слідом за молодими парами, через багаття стрибали бездітні жінки, сподіваючись, що полум'я допоможе їм завагітніти, а потім і всі інші учасники святкування. Після чого, всі бралися за руки і водили своєрідний хоровод навколо плодоносного вогню.
Коли багаття гасне, попіл збирають і розсипають по полях, що, згідно з вірменськими повір'ями, повинно принести гарний урожай майбутньої осені.
Також, у Трндез збереглися давні, дохристиянські ритуали очищення, особливо вогнепоклоніння. У цей день у дворах церков і будинків, на дахах будинків і на вулицях розпалюють багаття. З горщиків попіл посипають у хати та комори, а також на землю біля хат, бажаючи достатку, плодючості та «здоров'я вам» (звідси народна назва свята «Трндез»).

## Святкування в Україні
Щорічно у найбільших вірменських громадах України проводяться святкування згідно канонам. Святкування висвітлюються на сторінках організацій Спілки вірменської молоді України та Спілки вірмен України і регіональних осередківу Facebook та Instagram
Кропивницькому вірменська громада відзначила одине з своїх головних національних свят Терендез. Його святкують щорічно 13 лютого. В цей день вірмени зустрічають весну. Розпалюють вогнище, танцюють навколо, а закохані пари стрибають через нього, щоб їх кохання тривало все життя — Суспільне: Кропивницький